# SupaBoy
La SupaBoy est une console portable d'Hyperkin, pouvant être branchée à une télévision via la sortie AV, et présentant la particularité de pouvoir lire les cartouches de la Super Nintendo,. La console n'est actuellement disponible qu'aux États-Unis, bien que le site Internet CVG laisse à penser qu'une version européenne est probable.

## Caractéristique technique
Les seules informations sur la console sont qu'elle pèse environ 320 grammes (contre 230 pour la 3DS), a une sortie AV pour se connecter à la télévision, une sortie casque, un son stéréo ajustable et elle posséderait un écran de 3,5 pouces.
Ses boutons sont logiquement disposés comme sur une manette Super Nintendo, à quelques détails près: 4 boutons d'action A, B, X et Y sur le côté droit, une croix analogique sur le côté gauche, avec au-dessus les boutons d'options Start et Select, ainsi les boutons auxiliaires L et R.
Particularité de la console, elle dispose de deux ports manette SNES pour pouvoir jouer à deux sur une télévision. L'autonomie de la console est d'environ deux heures.

## Jeux
Même si aucun jeu n'est annoncé sur SupaBoy, il dispose déjà de la ludothèque SNES, comme Super Mario RPG, Star Fox, Super Mario World, Donkey Kong Country et autres Zelda, mais uniquement en version NTSC, format de cartouches SNES américaine et japonaise (la Super Nintendo européenne lit des formats PAL).
Notez bien que les cartouches Nipponnes sont également fonctionnelles, ainsi la console peut aisément accueillir des titres qui n'ont jamais atteint nos frontières.